# 前衛金屬
前衛金屬（英語：Progressive metal，有時簡寫為「Prog Metal」），是重金屬音樂的一個分支，融合前衛搖滾與重金屬的音樂風格。前衛金屬結合強大且由吉他主導的金屬音樂、複雜的編曲結構、奇特的拍子記號以及前衛搖滾中錯綜複雜的樂器演奏。部分前衛金屬樂團也受到融合爵士樂與西洋古典音樂的影響。如同前衛搖滾的歌曲，前衛金屬歌曲常常比一般的金屬歌曲還要長，並時常結合概念專輯的方式。因此，前衛金屬很少出現在主流電台或節目中。

## 歷史
前衛金屬的起源可追溯到1960年代晚期到1970年代中期的前衛搖滾樂團，如Yes樂團、平克·佛洛伊德、愛默生、雷克與帕瑪、傑叟羅·圖、克里遜王、創世紀樂團、溫柔的巨人樂團、Focus、文藝復興樂團、亞倫派森實驗樂團、早期的皇后合唱團、肯薩斯合唱團、Atomic Rooster、尤拉希普與匆促樂團、上述最後五個樂團也常將金屬元素結合到他們的音樂中。然而，前衛金屬一直到1980年代中期才發展成為一個音樂類型。彩虹合唱團的音樂裡有著許多前衛金屬的特色。命運警示、德國女皇樂團與夢劇場吸收了前衛搖滾樂團的元素 － 歌曲的演奏方式與編曲結構－並融合如早期金屬製品、麥加帝斯與鐵娘子的重金屬風格。這結果可說是結合前衛搖滾的靈魂與重金屬的音樂。
這時期的三大前衛金屬樂團有著各自不同的音樂風格。德國女皇樂團在這三團中有著最具旋律的音樂，在商業上最為成功。夢劇場吸取最多的傳統前衛搖滾元素，並大量運用在早期作品上，但之後他們拋棄了原來明顯受到前衛搖滾影響的音樂風格（但仍保留了音樂的複雜度），轉變為現代的前衛金屬音樂。命運警示則是最激烈、最重，可以說是類似於當時的鞭笞金屬與極限金屬音樂。雖然他們的《平行線》專輯受到歡迎，但他們在當時是這三團中最不被樂迷接受的。
前衛金屬登上主流市場是在1990年早期，德國女皇樂團的《Silent Lucidity》（收錄在1990年的《帝國》專輯）成為電台與MTV的熱門單曲。這首歌曲不是典型的前衛金屬樂曲，但這首歌的流行增加了其他前衛金屬樂團的知名度。1993年，夢劇場的《Pull Me Under》（收錄在1992年的《影像與文字》）在電台與MTV中受到歡迎。1990年代，救贖代價、殘月魔都、亞力安傳說、Galexia 與X交響樂樂團各自發展出獨具特色的音樂。
救贖代價大量吸收了70年代的前衛風格。亞力安傳說混合了原有的前衛金屬風格與搖滾歌劇、氛圍特色。X交響樂樂團將前衛元素帶進了力量金屬與西洋古典音樂中，建立了這三種音樂的橋梁。史帝夫·范前主唱、重金屬樂團時空悍將樂團主唱兼吉他手迪文·唐森德在他前兩張個人專輯《Ocean Machine: Biomech》與《Infinity》中，結合了傳統前衛金屬與後金屬和氛圍元素。殘月魔都融合了前衛元素與死亡金屬。另一群受到前衛金屬影響的是技術金屬樂團，像是 Meshuggah、 The Dillinger Escape Plan、Watchtower、無神論樂團（Atheist）和 Cynic，使用了複雜的歌曲結構與高超的樂器演奏。
烈焰枷鎖、Dominici 和 Circus Maximus 等樂團受到了傳統前衛金屬與一些1990年代第一波的樂團影響。Dark Suns、Disillusion 和 Conscience 則是受到像是殘月魔都、救贖代價、Green Carnation 和魔咒樂團等情感豐富的前衛金屬樂團。瑞典的 Tiamat 在1994年的《Wildhoney》專輯也受到了前衛金屬的影響。
截至2018年，该类型仍然以多种形式不断发展，并且已经达到了比起源更广泛的声音和风格，许多历史乐队继续录制新的音乐和巡演，而其他数千个 每年都有来自世界各地的新乐队出现在地下。最近，大隻佬樂團和Gojira是前衛金屬开始达到主流流行的两个例子。

## 多樣性
前衛金屬可依照其音樂所受其他音樂類型的影響，而細分成許多的子分類。舉例來說，King's X 與殘月魔都都被認為是前衛金屬樂團，然而他們的音樂卻是兩個極端。King's X 受到較輕柔的主流搖滾影響非常大，事實上，是建立在珍珠果醬等油漬搖滾樂團的發展上。貝斯手 Jeff Ament 曾說「King's X『創造』了油漬搖滾」。殘月魔都的死腔與吉他（大量混合哥德式的原音橋段）常讓他們被稱為前衛死亡金屬，Mikael Åkerfeldt 曾提到Yes樂團與 Camel 是主要影響他們音樂風格的樂團。
西洋古典音樂和交響樂也是前衛金屬音樂的重要影響來源，Devin Townsend、X交響樂樂團和迴影藝術（Shadow Gallery）融合傳統前衛金屬音樂與古典樂中的宏偉與複雜度。同樣地，夢劇場、異星情緣和 Liquid Tension Experiment 受到爵士樂影響。Cynic (band)、Atheist、殘月魔都、Pestilence、大隻佬樂團與 Meshuggah 也將爵士樂與死亡金屬結合在一起。Devin Townsend 在音樂上受到了氛圍音樂影響。前衛金屬也常與力量金屬連結在一起，如「ProgPower」音樂季。前衛金屬也與鞭笞金屬部分重疊－最知名的大概是 Dark Angel 的最後一張專輯《Time Does Not Heal》，專輯上的標籤上寫著「9首歌、67分鐘、246個Riffs」。Watchtower 在1985年發行第一張專輯，結合現代鞭笞金屬音樂與強烈的前衛風格，乃至麥加帝斯至今仍時常受到前衛金屬影響，Dave Mustaine 也曾在80年代初期宣稱他們是「爵士金屬」。
目前，因為速彈的流行，「技術金屬」在金屬界中開始活躍。這造成了像是夢劇場和X交響樂樂團等傳統前衛金屬樂團的復甦，並且讓前衛金屬界的樂團不必再演奏傳統的前衛金屬音樂，如永不超生樂團（Nevermore）與永劫回歸樂團（Into Eternity）。無論對錯，這些演奏較為複雜且技巧性音樂、無法完全與其他重金屬類型聯結的樂團常被認為是「前衛金屬」。如 Necrophagist 與 Arsis 等的技術死亡金屬也被重金屬樂迷認為是同一種次文化。

## 與先鋒金屬的差異
雖然前衛金屬與先鋒金屬都具有實驗性質及不平常的想法，但這兩種音樂類型仍有許多差異。前衛金屬的實驗性質大部分是以傳統樂器演奏複雜節奏與歌曲結構。。而先鋒金屬的實驗性質則是在使用不常見的音樂與樂器。前衛金屬強調技巧與理論上的複雜性（如奇特的拍子記號、複雜的歌曲形式、融合爵士樂的影響），而先鋒金屬則更脫離正統，傾向於懷疑傳統的音樂手法。